# Cattivi guagliuni
Cattivi guagliuni è un album del gruppo musicale rap italiano 99 Posse, pubblicato nel 2011.

## Descrizione
Si tratta del primo album del gruppo napoletano dopo la reunion del 18 luglio 2009 e vanta collaborazioni da parte di numerosi rapper e musicisti italiani tra cui Nuova Compagnia di Canto Popolare, Caparezza, Speaker Cenzou, Clementino, Valerio Jovine e Daniele Sepe.
L'album è in uscita il 18 ottobre 2011 (tramite download digitale da iTunes) e il 25 ottobre nei negozi.

## Tracce
1. University of Secondigliano (feat. Clementino)
2. Canto pe' dispietto (feat. Nuova Compagnia di Canto Popolare)
3. Cattivi guagliuni
4. La paranza di San Precario (feat. Speaker Cenzou & Valerio Jovine)
5. Italia Spa
6. Vilipendio
7. Yes Weekend
8. Tarantelle pe' campà (feat. Caparezza)
9. Morire tutti i giorni (feat. Daniele Sepe & Valerio Jovine)
10. Antifa 2.0 (feat. Valerio Jovine)
11. Resto umano (feat. Daniele Sepe)
12. Confusione totale (feat. Valerio Jovine)
13. Mò basta (feat. Fuossera)
14. Mai più sarò saggio
15. Penso che non me ne andrò (feat. Speaker Cenzou & Valerio Jovine)

## Classifiche
| Classifica (2011) | Posizione raggiunta |
| ----------------- | ------------------- |
| Italia            | 13                  |